# Mead (Colorado)
Mead és una població dels Estats Units a l'estat de Colorado. Segons el cens del 2000 tenia 2.017 habitants.

## Demografia
Segons el cens del 2000, Mead tenia 2.017 habitants, 641 habitatges, i 573 famílies. La densitat de població era de 180,7 habitants per km².
Dels 641 habitatges en un 52,4% hi vivien nens de menys de 18 anys, en un 82,2% hi vivien parelles casades, en un 5% dones solteres, i en un 10,5% no eren unitats familiars. En el 7,5% dels habitatges hi vivien persones soles el 2,2% de les quals corresponia a persones de 65 anys o més que vivien soles. El nombre mitjà de persones vivint en cada habitatge era de 3,15 i el nombre mitjà de persones que vivien en cada família era de 3,31.
Per edats la població es repartia de la següent manera: un 34,8% tenia menys de 18 anys, un 4,9% entre 18 i 24, un 35,7% entre 25 i 44, un 20,3% de 45 a 60 i un 4,3% 65 anys o més.
L'edat mediana era de 34 anys. Per cada 100 dones de 18 o més anys hi havia 96,7 homes.
La renda mediana per habitatge era de 79.298 $ i la renda mediana per família de 81.433 $. Els homes tenien una renda mediana de 55.455 $ mentre que les dones 32.596 $. La renda per capita de la població era de 31.483 $. Entorn del 0,7% de les famílies i el 2% de la població estaven per davall del llindar de pobresa.

## Poblacions més properes
El següent diagrama mostra les poblacions més properes.